# Mark Appleyard

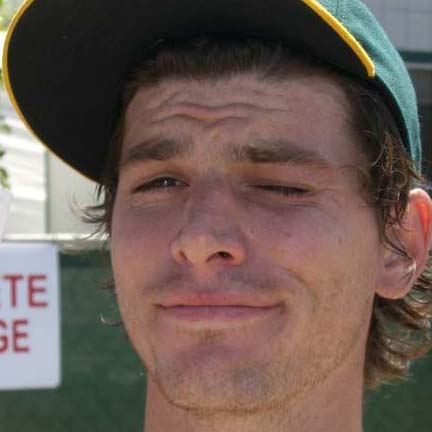
Mark Appleyard.

Mark Appleyard, född 11 november 1982 i Oakville i Ontario, är en kanadensisk professionell skateboardåkare. Han bor för tillfället i Long Beach. 
Han började åka skateboard vid 11 års ålder. Mark växte upp och åkte mycket skateboard i Beasley Bowl i Hamilton. Han åkte även på gatorna i Toronto med skatare som Ryan Alla, Jay Revelle och Scott Pommier. Han var sponsrad av Circa Footwear, där han gjorde en pro model-sko. Han lämnade Circa Footwear 2005 och skrev kontrakt med Globe Footwear. Mark åker numera för Element skateboards